# Grumman XP-50
Grumman XP-50 Skyrocket (Grumman Design 46) - prototypowy samolot myśliwski, wersja rozwojowa Grumman XF5F-1, zaprojektowany w zakładach Grumman Aircraft w początkowym okresie II wojny światowej w odpowiedzi na memorandum USAAC na dwusilnikowy myśliwiec pościgowy. Konkurs został wygrany przez samolot XP-49, ale konstrukcja Grummana na tyle zainteresowała USAAC, że zamówiono jeden prototyp tego samolotu.

## Historia

### Geneza
W miarę rozwoju i testowania powstającego wówczas XF5F, a także w obliczu wielu problemów z tym samolotem, kierownictwo Grummana zdało sobie sprawę, że Bureau of Aeronautics zaczęło tracić zainteresowanie projektem.  Starając się uratować nieudany program rozwojowy, w grudniu 1938 w odpowiedzi na konkurs USAAC XC621, zgłoszono Design 45 który różnił się od XF5F praktycznie tylko użytymi silnikami.  Projekt został odrzucony i w zakładach Grummana powstały następne, także odrzucone projekty, którymi starano się zainteresować Armię - Design 45A (podwozie z kołem przednim, chłodzone cieczą silniki rzędowe, także wersja eksportowa), Design 45B (myśliwiec ze skrzydłem typu mewa, dwubelkowy ogon) oraz Design 45C (kadłub dwubelkowy, pojedynczy silnik w układzie pchającym).
W marcu 1939 Grumman zgłosił Design 46 do konkursu USAAC, Circular Proposal 39-775,  na wysokościowy myśliwiec przychwytujący z silnikami wyposażonymi w turbosprężarki.  Według założeń konkursu, nowy samolot miał bazować na istniejącej już konstrukcji aby maksymalnie skrócić czas wymagany na wprowadzenie nowego myśliwca do produkcji.  Konkurs został wygrany przez wersję rozwojową Lockheed P-38 Lightning - Lockheed XP-49, ale propozycja Grummana, została wybrana jako zabezpieczenie programu w przypadku niepowodzenia XP-49.  Pojedynczy prototyp samolotu, numer seryjny 40-3057, został zamówiony 25 listopada 1939.

### Projekt
W projektowaniu XP-50 użyto skrzydeł i ogona z XF5F, przedłużono kadłub samolotu o ponad dwie stopy (60 cm) aby zrobić dodatkowe miejsce na uzbrojenie i chowane do kadłuba przednie koło podwozia.  Poważną zmianą była zmiana silników na gwiazdowe jednostki Wright R-1820-67/69 z turbosprężarkami.  W odróżnieniu od eksperymentalnych i będących jeszcze w stadium rozwojowym silników Lockheeda (Pratt & Whitney X-1800 lub Continental XI-1430) silniki wybrane przez projektantów Grummana były już w produkcji i były mniej ryzykownym wyborem.

### Próby

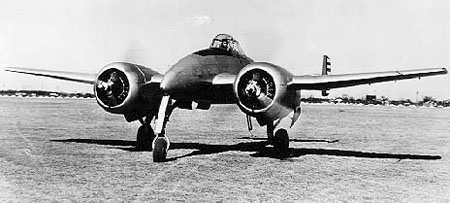
Grumman XP-50

Prototyp odbył pierwszy lot 18 lutego 1941.  W porównaniu z jego problemowym poprzednikiem, XF5F, XP-50 miał lepsze właściwości pilotażowe i znacznie lepsze osiągi na średnim i dużym pułapie.  14 maja w trakcie lotu wybuchła turbosprężarka w prawym silniku poważnie uszkadzając system hydrauliczny samolotu.  Pilotujący samolot Robert Hall był zmuszony do opuszczenia samolotu w locie ratując się skokiem na spadochronie, a płonący samolot rozbił się w Smithtown Bay w pobliżu Long Island.  W momencie straty samolotu przebywał on łącznie w powietrzu zaledwie 20 godzin.
Po utracie jedynego prototypu USAAC stracił dalsze zainteresowanie projektem i program został anulowany.  Całkowity koszt programu rozwojowego XP-50 wyniósł 353,828 dolarów.

### XP-65 i F7F
Po utracie XP-50 w zakładach Grummana zaprojektowano jeszcze jeden dwusilnikowy myśliwiec lądowy - Grumman XP-65 (Grumman Model 51) i czerwcu 1941 USAAC zamówił dwa prototypy tego samolotu.  16 stycznia 1942 zdecydowano o anulowaniu tego kontraktu, ale na podstawie tego projektu opracowano ostatecznie znakomity F7F Tigercat.

## Opis konstrukcji
Grumman XP-50 Skyrocket (Grumman Design 46) był dwusilnikowym, jednomiejscowym dolnopłatem.  Napęd samolotu stanowiły dwa silniki gwiazdowe typu Wright R-1820-67/69 z turbosprężarkami o mocy 1200 KM każdy z trzypłatowymi śmigłami.  Samolot miał podwozie z kołem przednim, wciąganym w locie.
Planowane uzbrojenie samolotu miały stanowić dwa działka 20 mm i dwa karabiny maszynowe 12,7 mm umieszczone w nosie oraz do 200 funtów (91 kg) bomb.